# Közönséges csövesmoly
A közönséges csövesmoly (Taleporia tubulosa) a valódi lepkék (Glossata) közé sorolt zsákhordó lepkefélék (Psychidae) családjának egyik, Magyarországon általánosan elterjedt faja.

## Elterjedése, élőhelye
Láperdők, vízparti ligetek lakója.

## Megjelenése

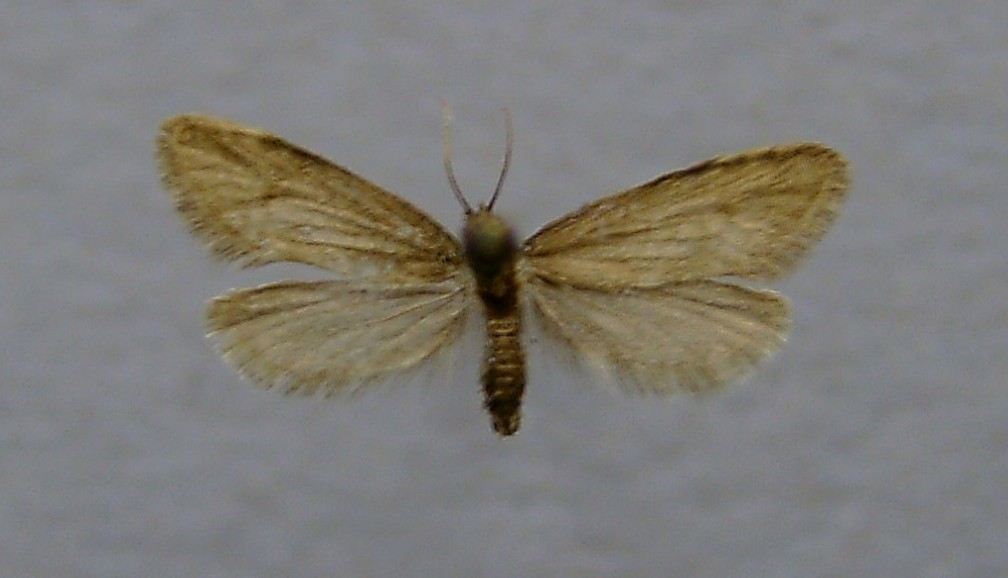
Közönséges csövesmoly

Teste erősen szőrös, csápjai rövidek. A hím barnásszürke, csillogó szárnyának fesztávolsága 13–18 mm.

## Életmódja
Bükkös-gyertyános erdőkben él, zuzmókkal táplálkozik. Henger alakú, lelógó, tompa végű zsákját a fák törzséhez, ágaihoz kötözi. A 14 mm hosszú zsákot nagyobb talajszemcsékből építi; elejét apró szemcsékkel borítja. A zsák igen kemény, szilárd.
Május–júniusban, a délelőtti órákban repül.

## Külső hivatkozások
- Bartha Tibor: Lepkék bölcsői